# Manati (Ort, Leotala)
Manati ist ein osttimoresischer Ort im Suco Leotala (Verwaltungsamt Liquiçá, Gemeinde Liquiçá). Das Dorf liegt im Nordwesten der Aldeia Manati  in einer Meereshöhe von 491 m. Die Häuser erstrecken sich entlang einer Straße auf einem Bergrücken, zwischen den Flüssen Manobira, Gleno und Curiho, die zum System des Lóis gehören. Die Straße führt nach Südwesten zum Ort Banitur und nach Nordosten zum Dorf Hatumasi und weiter in die Gemeindehauptstadt Vila de Liquiçá.
Am Südwestende des Ortes steht der Sitz des Sucos Leotala.